# Eupithecia fioriata
Eupithecia fioriata là một loài bướm đêm trong họ Geometridae.